# حمد الريح
حمد الرَيَّح  (1940 - 1 ديسمبر 2020)، فنان سوداني، وكان نقيب الفنانين في السودان، ويُعدّ أحد أبرز فناني الغناء السوداني الذين ساهموا في تطوير الأغنية السودانية، وتغنى بشعر الميثولوجيا الإغريقية في قالب وطني وبلونية غنائية خاصة به دون غيره من فناني موسيقى الحقيبة السودانية.

## الميلاد والنشأة
ولد حمد الريح في عام 1940 في جزيرة توتي التي تتوسط مقرن النيلين الأزرق و الأبيض بالعاصمة السودانية الخرطوم. ونشأ وسط أسرة تمتهن الزراعة بحقول تلك الجزيرة وبدأ تعليمه في المدارس القرآنية بالجزيرة ثم التحق بالمدارس النظامية حتى المرحلة المتوسطة.
وفي تلك الفترة برزت قدراته في الغناء خاصة في صفوف المدرسة حيث كان يؤدي الأناشيد المدرسية، مثل نشيد «صه يا كنار» للشاعر السوداني محمود أبوبكر و«عصفورتان في الحجاز حلتا على فنن» للشاعر المصري أحمد شوقي. واقترن فنه بهواية أخرى هي الرياضة حيث اشتهر بلعبة كرة القدم في المدرسة وتأهل فيها ليلعب بفريق أشبال المريخ في نهاية خمسينيات القرن الماضي مع لاعبين أصبحوا كبارا فيما بعد مثل عز الدين الدحيش وعلي قاقرين.

## حياته المهنية والنقابية
عمل حمد الريح كأمين لمكتبة جامعة الخرطوم وقدم خلال عمله بالجامعة الكثير من أغانيه المشهورة منها أغنيتي «طير الرهو» و«مريا»، ولذلك عرف بلقب فنان الجامعة وفنان المثقفين كما عمل نقيباً للفنانين السودانيين.

## مشواره الفني
تأثر حمد الريح في بداياته بالفنانين خضر بشير وحسن سليمان الهاوي فتغنى بأغنيات مثل «قوم يا ملاك» و«الدنيا ليل» و«خدعوك وجرحوا سمعتك». 
وكان عام 1957م هو عام انطلاقة الفنان حمد الريح وولوجه الساحة الفنية بالسودان حيث ظهر آنذاك أمام الجمهور وقدم أول أغنية له في احتفال بمناسبة عيد العمال وافتتاح نادي العمال بجزيرة توتي.
ومن ثمّ انطلق صوت حمد الريح عبر الإذاعة السودانية في أم درمان من خلال برنامج «أشكال وألوان» الذي كان يقدمه أحمد الزبير.

## لونية غنائه ودوره في تطوير الأغنية السودانية
يشكل النص الغنائي والكلمة الرصينة الهادفة أهم عناصر فن حمد الريح إلى جانب الموسيقى الخفيفة الراقصة كما كانت الرمزية حاضرة في أعماله الغنائية نصاً ولحنا. ففي أغنيته «الساقية لسه مدورة» قدّم حمد الريح لحناً فريداً من أعمال الملحن ناجي القدسي وهي من كلمات (الطيب الدوش) ارتبط بنص يحمل دلالات سياسية. ولعلّ أغنية «مريا» تعطي أعمال حمد الريح بعداً فريداً في فن الغناء والطرب السوداني فالقصيدة التي ألّفها الشاعر صلاح أحمد إبراهيم تنتمي إلى مدرسة التجديد في الشعر العربي وتمثل ظاهرة الميثولوجيا الإغريقية في الشعر العالمي والعربي. يقول حمد الريح في إحدى المقابلات الصحفية إنه وجد ديوان شعر بمكتبة جامعة الخرطوم حيث كان يعمل بعنوان «غابة الأبنوس» وهو عنوان لفت نظره فتصفحه ليفاجأ بقصيدة يا مريا وهتف في نفسه قائلاً هذا عمل رائع لا بدّ أن يلحن ويغنى. وعلى الفور قام بإعداد اللحن وقدم القصيدة التي لاقت رواجاً كبيراً وانضمت إلى صدارة الأغنيات السودانية.
كما قدم حمد أغنيات أخرى هادفة وشهيرة مثل أغنية «إنتِ كلك زينة وعايمة كالوزينة» للشاعر بُر محمد نور وقصيدة «الصباح الجديد» (أسكني يا جراح) للشاعر التونسي أبو القاسم الشابي وأغنية «عجوبني الليلة جو » من أغاني التراث التي تحكي قصة مقاومة فيضان جزيرة توتي. 
أنتج حمد الريح خلال مسيرته الفنية أكثر من ستين عملاً غنائياً إلا أن سبعينيات القرن الماضي هي أكثر الفترات إنتاجاً خاصة بعد تعاونه مع شركة منصفون التي أنتجت له أكثر من خمسة ألبومات. 

## شعراء أغانيه
تعاون حمد الريح مع عدد من كبار الشعراء من بينهم عمر الطيب الدوش «الساقية» وعثمان خالد «القلب المقتول» وصلاح أحمد إبراهيم «يا مريا» وإسماعيل حسن «طير الرهو» وعبد الرحمن مكاوي وإسحاق الحلنقي وغيرهم.

## أعماله
من بعض ما غناه:
- المفارق
- الرحيل
- شالو الكلام
- بين اليقظة والأحلام
- سيد الذكرى
- حينما كنت صبيا
- الصباح الجديد
- يا مريا
- حمام الوادي
- عجبوني الليلة جو
- فرح المواسم
- طبع الحراز
- الوصية
- تايه الخصل
- أحلى منك
- الساقية
- آمنة
- إنت كلك زينة
- شايل الفرح
- أهواك
- ضامر قوامك
- طير الرهو
- عم الزين
- أنا بلقاك
- أصبحت كيف
- أمر الهوي
- عطشان
- نسمة العز
- عشان عارفني بستناك
- شقي الأيام